# Mirophthirus liae
Mirophthirus liae är en insektsart som beskrevs av Chin 1980. Mirophthirus liae ingår i släktet Mirophthirus och familjen ledlöss. Inga underarter finns listade i Catalogue of Life.